# Kanton Montech
Kanton Montech is een kanton van het Franse departement Tarn-et-Garonne. Kanton Montech maakt deel uit van de arrondissementen Montauban (8) en Castelsarrasin (1) en telde 21.687 inwoners in 2020.

## Gemeenten
Het kanton Montech omvatte tot 2014 de volgende 9 gemeenten:
- Bressols
- Escatalens
- Finhan
- Lacourt-Saint-Pierre
- La Ville-Dieu-du-Temple
- Montbartier
- Montbeton
- Montech (hoofdplaats)
- Saint-Porquier

Na de herindeling van de kantons bij decreet van 27 februari 2014, met uitwerking op 22 maart 2015, omvat het volgende 9 gemeenten:
- Albefeuille-Lagarde
- Bessens
- Bressols
- Finhan
- Lacourt-Saint-Pierre
- Monbéqui
- Montbartier
- Montbeton
- Montech